# Violaxanthine
La violaxanthine (C40H56O4) est un caroténoïde, plus précisément un xanthophylle. C'est le précurseur de la néoxanthine dans la voie de biosynthèse des caroténoïdes. Chez le poivron, c'est aussi le précurseur de la capsorubine responsable de la coloration.
La violaxanthine est classée comme additif alimentaire, sous le numéro E161e, regroupant les colorants alimentaires xanthophylles (tout comme la lutéine (E161b)), cependant la violaxanthine n'est pas autorisée en France ainsi que les autres composés portant les indices A, C, D et F.